# 山柿子果
山柿子果（学名：Lindera longipedunculata）为樟科山胡椒属下的一个种。